# Exécution de Saddam Hussein
L'exécution de Saddam Hussein, ancien président de la république d'Irak, a lieu le 30 décembre 2006, à Bagdad (Irak). Celle-ci résulte de sa condamnation à mort par pendaison, après avoir été reconnu coupable de crimes contre l'humanité par le Tribunal spécial irakien pour le massacre de Doujaïl — le meurtre de 148 Chiites irakiens dans la ville de Doujaïl — en 1982, en représailles à une tentative d'assassinat contre lui.
Le gouvernement irakien a publié une vidéo officielle de son exécution, le montrant conduit à la potence et se terminant au moment où un nœud coulant est placé autour de son cou. Une controverse internationale éclate lorsqu'un enregistrement sur téléphone portable de la scène le montre entouré d'un contingent de ses compatriotes qui le raille en arabe en louant le religieux chiite Moqtada al-Sadr jusqu'à sa chute à travers la trappe de la potence.
Le corps de Saddam Hussein est ramené dans sa ville natale d'Al-Awja, près de Tikrit, le 31 décembre, il est enterré près des tombes d'autres membres de sa famille.

## Avant l'exécution
Après avoir été condamné à mort par un tribunal irakien, Saddam a demandé à être exécuté par un peloton d'exécution plutôt que par pendaison, affirmant qu'il s'agissait de la peine capitale militaire légale et citant sa position militaire de commandant en chef de l'armée irakienne. Cette demande a été rejetée par le tribunal[réf. souhaitée]. Deux jours avant l'exécution, une lettre écrite par Saddam est apparue sur le site internet du parti Baas socialiste arabe. Dans cette lettre, il exhorte le peuple irakien à s'unir et à ne pas haïr les peuples des pays qui ont envahi l'Irak, comme les États-Unis, mais plutôt les décideurs. Il y dit être prêt à mourir en martyr et être en paix avec sa condamnation à mort. Dans les heures qui ont précédé l'exécution, Saddam a mangé son dernier repas de poulet et de riz et a bu une tasse d'eau chaude avec du miel.

## Exécution

### Lieu et heure
Saddam a été exécuté par pendaison vers 5 h 50 UTC+3 le premier jour de l'Aïd al-Adha (30 décembre 2006). Les rapports étaient en conflit quant à l'heure exacte de l'exécution, certaines sources signalant l'heure à 6 h 0, 6 h 5, ou certaines, jusqu'à 6 h 10.
L'exécution a eu lieu à la base militaire conjointe irako-américaine de Camp Justice, située à Kazimain, une banlieue nord-est de Bagdad. Contrairement à ce qu'indiquaient les premières informations, Saddam a été exécuté seul, et non en même temps que ses coaccusés Barzan Ibrahim al-Tikriti et Awad Hamed al-Bandar, exécutés le 15 janvier 2007. Le cousin de Saddam, Ali Hassan al-Majid, a été condamné à mort et pendu le 25 janvier 2010.

### Procédure
Un haut responsable irakien qui a été impliqué dans les événements qui ont conduit à la mort de Saddam aurait déclaré : « Les Américains voulaient retarder l'exécution de 15 jours parce qu'ils ne voulaient pas qu'il soit exécuté tout de suite. Mais dans la journée [avant l'exécution], le bureau du Premier ministre a fourni tous les documents qu'ils avaient demandés et les Américains ont changé d'avis quand ils ont vu que le Premier ministre était très insistant. Ensuite, il ne restait plus qu'à finaliser les détails ». Le porte-parole militaire américain, le major-général William Caldwell a déclaré aux journalistes à Bagdad qu'après que le « contrôle physique » de Saddam ait été donné au gouvernement irakien, « la force multinationale n'a eu absolument aucune implication directe dans [l'exécution] quelle qu'elle soit ». Aucun représentant américain n'était présent dans la chambre d'exécution,.

Des rapports ont circulé selon lesquels le comportement de Saddam était « soumis » et qu'il portait le Coran qu'il avait gardé avec lui tout au long de son procès avant son exécution. Al-Rubaie, qui a été témoin de l'exécution de Saddam, a décrit Saddam comme criant à plusieurs reprises « à bas les envahisseurs ». Al-Rubaie aurait demandé à Saddam s'il avait des remords ou de la peur, ce à quoi Saddam a répondu :
« Non, je suis un militant et je n'ai pas peur de moi-même. J'ai passé ma vie dans le jihad et la lutte contre l'agression. Quiconque emprunte cette route ne devrait pas avoir peur ».
Sami al-Askari, un témoin de l'exécution, a déclaré : « Avant que la corde ne lui soit passée autour du cou, Saddam a crié : Allahu Akbar. La Oumma musulmane sera victorieuse et la Palestine est arabe ! ». Saddam a également souligné que les Irakiens devaient combattre les envahisseurs américains. Une fois la corde fixée, les gardes ont crié diverses réprimandes, notamment « Moqtada ! Moqtada ! Moqtada ! » en référence à Moqtada al-Sadr ; Saddam a répété le nom avec moquerie et a réprimandé les cris en déclarant : « Considérez-vous cela comme de la bravoure ? »,,. Une version chiite d'une prière islamique a été récitée par certaines personnes présentes dans la salle tandis que Saddam a récité une version sunnite d'une prière islamique. Un observateur a dit à Saddam : « Va en enfer ! » Saddam a répondu « L'enfer qu'est l'Irak ? ». En réponse au chahut d'un des gardes masqués (l'homme a dit « Vous nous avez détruits, vous nous avez tués. Vous nous avez fait vivre dans le dénuement ! »), Saddam a répondu : « Je vous ai sauvé de la misère et de la misère et j'ai détruit vos ennemis, les Perses et les Américains ». Le procureur adjoint, Munqith al-Faroun, a répondu aux chahuteurs en déclarant, « S'il vous plaît, arrêtez. Cet homme fait face à une exécution ». Saddam a commencé à réciter la Shahada deux fois. Alors qu'il approchait de la fin de sa deuxième récitation alors qu'il était sur le point de dire « Muhammad », la trappe s'est dérobée, tuant Saddam instantanément,. Pendant la chute, il y a eu un craquement audible indiquant que son cou était cassé. Après que Saddam a été pendu quelques minutes, le médecin a écouté la poitrine avec un stéthoscope. Après qu'il n'ait rien détecté, la corde a été coupée et le corps a été placé dans un cercueil. Il a été confirmé mort à 6 h 3.

### Coups de couteau post-mortem présumés
Selon Talal Misrab, le garde en chef de la tombe de Saddam, qui a également aidé à l'enterrement, Saddam a été poignardé six fois après son exécution. Le chef de la tribu de Saddam, Sheikh Hasan al-Neda, nie cette affirmation. Mowaffak al-Rubaie, le conseiller à la sécurité de l'Irak, a déclaré : « J'ai supervisé l'ensemble du processus de A à Z et le corps de Saddam Hussein n'a pas été poignardé ou mutilé, et il n'a pas été humilié avant son exécution ».

## Enterrement
Le corps de Saddam est enterré dans sa ville natale d'Al-Awja à Tikrit, en Irak, près de membres de sa famille, dont ses deux fils Uday et Qusay Hussein, le 31 décembre 2006 à 4 h 0 heure locale,,. Son corps est transporté à Tikrit par un hélicoptère militaire américain, où il est remis des possessions du gouvernement irakien au cheikh Ali al-Nida, feu chef de la tribu Albu Nasir et gouverneur de Saladin. Il est enterré à environ trois kilomètres des corps de ses deux fils, dans le même vaste cimetière. La tombe de Saddam Hussein, dans un terrain familial, a été creusée dans le sol d'un bâtiment octogonal en forme de dôme dont il avait ordonné la construction dans les années 1980 pour les fêtes religieuses sur le site.
La fille aînée de Saddam, Raghad Hussein, réfugiée en Jordanie, avait demandé que « son corps soit enterré temporairement au Yémen jusqu'à la libération de l'Irak et qu'il puisse être réenterré en Irak », a indiqué par téléphone un porte-parole de la famille. La famille a également déclaré que son corps pourrait être enterré à Ramadi, invoquant des problèmes de sécurité, bien qu'il n'y ait aucun plan pour le faire. La tombe où le corps de Saddam a été enterré a ensuite été détruite lors des combats entre les militants de l'État islamique et les forces militaires de l'État irakien. Le corps de Saddam aurait été enlevé par un groupe tribal sunnite avant la destruction de la tombe.

## Couverture médiatique
La principale source d'information sur l'exécution était la chaîne de télévision publique irakienne Al Iraqiya, dont l'annonceur a déclaré que « le criminel Saddam a été pendu à mort ». Un titre défilant disait : « L'exécution de Saddam marque la fin d'une période sombre de l'histoire de l'Irak ». Al Arabiya a rapporté que l'avocat de Saddam avait confirmé la mort de Saddam.
Les principaux réseaux d'information ont diffusé une vidéo officielle des moments qui ont précédé l'exécution de Saddam. Le gouvernement irakien a également publié des photos du cadavre de Saddam dans un linceul.

### Vidéo sur téléphone portable
Alors que les images officiellement publiées de l'événement ne montraient pas l'exécution réelle, une vidéo amateur tournée à l'aide d'un téléphone portable depuis un escalier menant à la potence a fait surface ; il contenait des images de mauvaise qualité de toute la pendaison. Les images amateurs, contrairement aux images officielles, incluaient le son ; des témoins ont pu être entendus narguer Saddam à la potence.
Le 3 janvier 2007, le gouvernement irakien a arrêté le garde qui, selon eux, avait réalisé la vidéo du téléphone portable. Cependant, il était trop tard pour l'empêcher de se propager sur Internet. Le conseiller irakien à la sécurité nationale, Mowaffak al-Rubaie, a ensuite tenu une conférence de presse au cours de laquelle il a annoncé que trois arrestations avaient été effectuées dans le cadre de l'enquête sur l'enregistrement vidéo et la fuite.

## Réaction
Les réactions à l'exécution ont été variées. Les critiques sont venues à la fois des partisans de Saddam, qui pensaient que c'était injuste, et des non-partisans, qui souhaitaient soit un jugement supplémentaire concernant d'autres crimes que ceux pour lesquels il avait été condamné (y compris des crimes prétendument pires) et ceux qui approuvaient sa condamnation mais pas la peine capitale. Certains partisans le considéraient comme un martyr.

## Légalité
Human Rights Watch a publié une déclaration selon laquelle « l'exécution fait suite à un procès entaché d'irrégularités et marque une étape importante par rapport à l'état de droit en Irak ». Amnesty International a publié une déclaration selon laquelle elle « s'oppose à la peine de mort en toutes circonstances, mais c'est particulièrement flagrant lorsque cette peine ultime est imposée à l'issue d'un procès inéquitable ». Deux jours avant l'exécution, la Fédération internationale pour les droits humains a publié un communiqué appelant le chef de l'État à décréter un moratoire sur la condamnation à mort prononcée contre Saddam Hussein par pendaison. L'organisation a également déclaré que Saddam devrait être traité comme un prisonnier de guerre en vertu des Conventions de Genève.
Les avocats de Saddam Hussein ont qualifié le procès de « violation flagrante du droit international » et prévoient de continuer « à utiliser toutes les voies légales disponibles localement et internationalement jusqu'à ce que l'opinion publique obtienne la vérité sur cet assassinat politique ». Dans une déclaration séparée, l'avocat américain de la défense de Saddam a qualifié l'exécution de « malheureuse démonstration de l'injustice de l'agresseur arrogant par les États-Unis d'Amérique sous la direction du président américain George W. Bush. Il fait reculer de plusieurs décennies les réalisations du droit pénal international et envoie un message clair aux peuples du monde entier que l'agression des États-Unis ne peut être arrêtée par la loi. C'est vraiment un triste jour pour la justice internationale et un triste début d'année ». Juan Cole a déclaré que l'exécution pourrait entraîner davantage de troubles sectaires. « Le procès et l'exécution de Saddam étaient une question de vengeance, pas de justice. Au lieu de promouvoir la réconciliation nationale, cet acte de vengeance a aidé Saddam à se présenter une dernière fois comme un symbole de la résistance arabe sunnite, et est devenu une incitation de plus à la guerre sectaire », a-t-il dit.
Cependant, d'autres experts juridiques n'étaient pas d'accord avec ces affirmations. Miranda Sissons, à l'époque observatrice indépendante du procès et associée principale au Centre international pour la justice transitionnelle, a déclaré : « Ce n'était pas un procès simulé », et a ajouté que les juges irakiens présidant le procès avaient fait « ...leur mieux pour juger cette affaire selon une norme entièrement nouvelle pour l'Irak ». Jonathan Drimmer, enseignant au Georgetown University Law Center à Washington, lorsqu'il lui est demandé si le procès respectait les normes de justice de la justice internationale, a déclaré : « La réponse est non. Mais pour regarder le verdict final, il est certainement cohérent avec les preuves présentées », et a en outre ajouté que le procès était à la fois « une procédure transparente » et « une étape majeure pour l'Irak ». Michael Scharf, professeur à la Case Western Reserve University School of Law à l'époque, qui a également conseillé le tribunal irakien pendant le procès, répondant aux accusations de l'équipe de défense de Saddam Hussein, a déclaré : « Le gouvernement américain n'était pas le marionnettiste de ce tribunal » et a ajouté, « Saddam a été condamné sur la base de ses propres documents », se référant à des documents signés par Saddam Hussein lui-même approuvant les ordres d'exécution.

## Perception du gouvernement irakien
À la suite de la fuite d'images sur téléphone portable de l'exécution de Saddam Hussein, ainsi que de la détention, le 3 janvier 2007, d'un garde du ministère de la Justice dirigé par un ministre irakien sunnite, Hashim Abderrahman al-Shibli, des soupçons ont surgi selon lesquels le ministère aurait pu avoir l'intention d'attiser les tensions sectaires. Dans une interview accordée au quotidien italien La Repubblica le 19 janvier 2007, Moqtada al-Sadr a déclaré que les personnes qui se trouvaient dans la salle lors de l'exécution étaient « des personnes payées pour le discréditer » et que le but de la vidéo non officielle était de « faire ressembler Muqtada au vrai ennemi des sunnites ».
Le président des États-Unis, George W. Bush, a déclaré le 4 janvier 2007 qu'il aurait souhaité que l'exécution « se déroule de manière plus digne ». Bush a déclaré plus tard, dans une interview du 16 janvier 2007 avec l'animateur de télévision américain Jim Lehrer, que l'exécution de Saddam « ressemblait à une sorte de vengeance ». Bush s'est dit « déçu et avait l'impression qu'ils avaient raté l'exécution de Saddam Hussein. Cela a renforcé les doutes dans l'esprit des gens sur le fait que le gouvernement Maliki et le gouvernement d'unité de l'Irak est un gouvernement sérieux. Et cela a envoyé un signal mitigé au peuple américain et aux peuples du monde entier ».